# Teen Choice Awards 2007
Der neunte Teen Choice Award, ein US-amerikanischer Film-, Musik- und Fernsehpreis, wurde am 26. August 2007 in 44 Kategorien verliehen. Die Veranstaltung fand im Gibson Amphitheatre, Universal City, Kalifornien statt. Die Moderation übernahmen Hilary Duff und Nick Cannon. Der Sender FOX übertrug die Verleihung live. Aus 8,5 Millionen Stimmen gingen drei Gewinner des Abends hervor: Hannah Montana, Sophia Bush und Pirates of the Caribbean – Am Ende der Welt. Die Auszeichnungen wurden in den Oberkategorien Fernsehen, Film und Musik vergeben.

## Gewinner und Nominierte

### Filme
| Choice Movie: Action | Choice Movie Actor: Action |
| --- | --- |
| Pirates of the Caribbean – Am Ende der Welt - 300 - Fantastic Four: Rise of the Silver Surfer - Spider-Man 3 - Transformers | Johnny Depp – Pirates of the Caribbean – Am Ende der Welt - Orlando Bloom – Pirates of the Caribbean – Am Ende der Welt - Chris Evans – Fantastic Four: Rise of the Silver Surfer - Shia LaBeouf – Transformers - Tobey Maguire – Spider-Man 3                                                                                                |
| Choice Movie Actress: Action | Choice Movie: Drama |
| Keira Knightley – Pirates of the Caribbean – Am Ende der Welt - Jessica Alba – Fantastic Four: Rise of the Silver Surfer - Kirsten Dunst – Spider-Man 3 - Megan Fox – Transformers - Lena Headey – 300 | Das Streben nach Glück - The Departed - Jede Sekunde zählt – The Guardian - Step Up - Stomp the Yard |
| Choice Movie Actor: Drama | Choice Movie Actress: Drama |
| Will Smith – Das Streben nach Glück - Leonardo DiCaprio – The Departed und Blood Diamond - Ashton Kutcher – Jede Sekunde zählt – The Guardian - Adam Sandler – Reign Over Me - Channing Tatum – Step Up | Jennifer Hudson – Dreamgirls - Meagan Good – Stomp the Yard - Scarlett Johansson – The Black Dahlia und Prestige – Meister der Magie - Angelina Jolie – Ein mutiger Weg - Lindsay Lohan – Georgias Gesetz und Bobby |
| Choice Movie: Comedy | Choice Movie Actor: Comedy |
| Beim ersten Mal - Die Eisprinzen - Evan Allmächtig - Nachts im Museum - Ocean’s 13 | Will Ferrell – Ricky Bobby – König der Rennfahrer und Die Eisprinzen - Sacha Baron Cohen – Borat und Ricky Bobby – König der Rennfahrer - Steve Carell – Evan Allmächtig - Jon Heder – Der Date Profi und Die Eisprinzen - Ben Stiller – Nachts im Museum                                                                                     |
| Choice Movie Actress: Comedy | Choice Movie: Horror/Thriller |
| Sophia Bush – Rache ist sexy - Katherine Heigl – Beim ersten Mal - Kate Hudson – You, Me and Dupree - Emma Roberts – Nancy Drew – Girl Detective - Jessica Simpson – Employee of the Month | Disturbia - Zimmer 1408 - Hostel: Part II - Number 23 - Saw III |
| Choice Movie Actor: Horror/Thriller | Choice Movie Actress: Horror/Thriller |
| Shia LaBeouf – Disturbia - Jim Carrey – Number 23 - Josh Duhamel – Turistas - Ryan Gosling – Das perfekte Verbrechen - Jake Gyllenhaal – Zodiac – Die Spur des Killers | Sophia Bush – The Hitcher - Jessica Biel – Next - Jordana Brewster – The Texas Chainsaw Massacre: The Beginning - Elisha Cuthbert – Captivity - Amber Tamblyn – Der Fluch – The Grudge 2 |
| Choice Movie: Chick Flick | Choice Movie: Villain |
| Liebe braucht keine Ferien - Georgias Gesetz - Der letzte Kuss - Lizenz zum Heiraten - Mitten ins Herz – Ein Song für dich | Bill Nighy – Pirates of the Caribbean – Am Ende der Welt - Topher Grace – Spider-Man 3 - Julian McMahon – Fantastic Four: Rise of the Silver Surfer - Al Pacino – Ocean’s 13 - Hugo Weaving – Transformers |
| Choice Movie: Male Breakout Star | Choice Movie: Female Breakout Star |
| Shia LaBeouf – Transformers, Disturbia und Kids – In den Straßen New Yorks - Chris Brown – Stomp the Yard - Justin Long – Stirb langsam 4.0, Trennung mit Hindernissen, Idiocracy und S.H.I.T. – Die Highschool GmbH - Jaden Smith – Das Streben nach Glück - Justin Timberlake – Alpha Dog und Black Snake Moan                                                                         | Sophia Bush – Rache ist sexy und The Hitcher - Rachel Bilson – Der letzte Kuss - Megan Fox – Transformers - Jennifer Hudson – Dreamgirls - Emma Roberts – Nancy Drew – Girl Detective |
| Choice Movie: Chemistry | Choice Movie: Liplock |
| Jaden Smith und Will Smith – Das Streben nach Glück - Casey Affleck, Scott Caan, Don Cheadle, George Clooney, Matt Damon, Andy García, Elliott Gould, Eddie Izzard, Eddie Jemison, Bernie Mac, Brad Pitt, Shaobo Qin und Carl Reiner – Ocean’s 13 - Will Ferrell und Jon Heder – Die Eisprinzen - Shia LaBeouf und Mark Ryan – Transformers - Seth Rogen und Paul Rudd – Beim ersten Mal | Orlando Bloom und Keira Knightley – Pirates of the Caribbean: Dead Man’s Chest - Drew Barrymore und Hugh Grant – Music and Lyrics - Beyoncé und Jamie Foxx – Dreamgirls - Kirsten Dunst und Tobey Maguire – Spider-Man 3 - Megan Fox und Shia LaBeouf – Transformers                                                                          |
| Choice Movie: Hissy Fit | Choice Movie: Rumble |
| Ryan Seacrest – Beim ersten Mal - Jessica Alba – Fantastic Four: Rise of the Silver Surfer - Steve Carell – Evan Allmächtig - Cameron Diaz – Liebe braucht keine Ferien - Will Ferrell – Die Eisprinzen | Orlando Bloom vs. The Flying Dutchman Crew – Pirates of the Caribbean – Am Ende der Welt - Josh Duhamel vs. Blackout – Transformers - Chris Evans vs. Julian McMahon – Fantastic Four: Rise of the Silver Surfer - Tobey Maguire vs. Thomas Haden Church, James Franco und Topher Grace – Spider-Man 3 - The Spartans vs. The Immortals – 300 |
| Choice Movie: Dance Scene | Choice Movie: Scream Scene |
| Jenna Dewan und Channing Tatum – Step Up - Will Ferrell und Jon Heder – Die Eisprinzen - Ioan Gruffudd – Fantastic Four: Rise of the Silver Surfer - Tobey Maguire – Spider-Man 3 - Columbus Short – Stomp the Yard | Steve Carell – Evan Allmächtig - Kate Beckinsale – Motel - Jordana Brewster – The Texas Chainsaw Massacre: The Beginning - Jonah Hill – S.H.I.T. – Die Highschool GmbH - Arielle Kebbel – Der Fluch – The Grudge 2 |
| Choice Summer Movie: Action | Choice Summer Movie: Comedy |
| Harry Potter und der Orden des Phönix - Das Bourne Ultimatum - Fantastic Four: Rise of the Silver Surfer - Stirb langsam 4.0 - Transformers | Hairspray - I Now Pronounce You Chuck and Larry - Rush Hour 3 - Die Simpsons – Der Film - Superbad |

### Television
| Choice TV Show: Drama | Choice TV Actor: Drama |
| --- | --- |
| Grey’s Anatomy - Heroes - Dr. House - Kyle XY - Lost | Hugh Laurie – Dr. House - Matthew Fox – Lost - Wentworth Miller – Prison Break - Jared Padalecki – Supernatural - Milo Ventimiglia – Heroes                                             |
| Choice TV Actress: Drama | Choice TV Show: Comedy |
| Hayden Panettiere – Heroes - Emily Deschanel – Bones - Katherine Heigl – Grey’s Anatomy - Jennifer Love Hewitt – Ghost Whisperer – Stimmen aus dem Jenseits - Evangeline Lilly – Lost             | Hannah Montana - Desperate Housewives - Entourage - The Office - Ugly Betty |
| Choice TV Actor: Comedy | Choice TV Actress: Comedy |
| Steve Carell – The Office - Adrian Grenier – Entourage - Neil Patrick Harris – How I Met Your Mother - Charlie Sheen – Two and a Half Men - David Spade – Rules of Engagement                     | Miley Cyrus – Hannah Montana - America Ferrera – Ugly Betty - Eva Longoria – Desperate Housewives - Tia Mowry – The Game - Emma Roberts – Unfabulous                                    |
| Choice TV Show: Reality | Choice TV Show: Animated |
| American Idol - America’s Next Top Model - Dancing with the Stars - The Hills - Pussycat Dolls Present                                                                                            | The Simpsons - Aqua Teen Hunger Force - Family Guy - Lil’ Bush - South Park |
| Choice TV: Villain | Choice TV: Breakout Star |
| Vanessa Williams – Ugly Betty - Michael Emerson – Lost - Robert Knepper – Prison Break - Zachary Quinto – Heroes - Michael Rosenbaum – Smallville                                                 | America Ferrera – Ugly Betty - Matt Dallas – Kyle XY - Taylor Kitsch – Friday Night Lights - Masi Oka – Heroes - Hayden Panettiere – Heroes                                             |
| Choice TV: Breakout Show | Choice TV: Male Reality Star |
| Heroes - Friday Night Lights - October Road - South of Nowhere - Ugly Betty | Sanjaya Malakar – American Idol - Flavor Flav – Flavor of Love - Apolo Ohno – Dancing with the Stars - The Simmons Brothers – Run’s House - The Three 6 Mafia – Adventures in Hollyhood |
| Choice TV: Female Reality Star | Choice TV: Sidekick |
| Lauren Conrad – The Hills - Jaslene Gonzalez – America’s Next Top Model - Paris Hilton – The Simple Life - Tiffany Pollard – I Love New York - Jordin Sparks – American Idol                      | Allison Mack – Smallville - Kevin Dillon – Entourage - Donald Faison – Scrubs - Jerry Ferrara – Entourage - Jorge Garcia – Lost                                                         |
| Choice TV: Personality | Choice TV: Movie |
| Tyra Banks – America’s Next Top Model und The Tyra Banks Show - Nick Cannon – Wild ’n Out - Simon Cowell – American Idol - Ryan Seacrest – American Idol - Bruno Tonioli – Dancing with the Stars | High School Musical 2 - Im Bann der dunklen Mächte - Jump In! - Life Is Not a Fairy Tale - The Naked Brothers Band: The Movie                                                           |
| Choice Summer TV Show | |
| Degrassi: The Next Generation - America’s Got Talent - Don’t Forget the Lyrics! - The Singing Bee - So You Think You Can Dance                                                                    | |

### Musik
| Choice Music: Male Artist | Choice Music: Female Artist |
| --- | --- |
| Justin Timberlake - Bow Wow - John Mayer - Ne-Yo - Timbaland | Fergie - Nelly Furtado - Rihanna - Gwen Stefani - Carrie Underwood |
| Choice Music: R&B Artist | Choice Music: Rap Artist |
| Rihanna - Akon - Beyoncé - Chris Brown - Ne-Yo | Timbaland - Fabolous - Ludacris - T.I. - Young Jeezy |
| Choice Music: Rock Group | Choice Music: Single |
| Fall Out Boy - The All-American Rejects - Linkin Park - Maroon 5 - Red Hot Chili Peppers                                                                                 | Girlfriend – Avril Lavigne - Cupid’s Chokehold – Gym Class Heroes featuring Patrick Stump - Give It to Me – Timbaland featuring Nelly Furtado and Justin Timberlake - The Sweet Escape – Gwen Stefani featuring Akon - Umbrella – Rihanna featuring Jay-Z |
| Choice Music: R&B Track | Choice Music: Rap/Hip-Hop Track |
| Beautiful Girls – Sean Kingston - Because of You – Ne-Yo - Get It Shawty – Lloyd - Last Night – Diddy featuring Keyshia Cole - Wall to Wall – Chris Brown                | The Way I Are – Timbaland featuring Keri Hilson and D.O.E. - Buy U a Drank (Shawty Snappin') – T-Pain featuring Yung Joc - Party Like a Rockstar – Shop Boyz - Pop, Lock & Drop It – Huey - This Is Why I’m Hot – Mims                                    |
| Choice Music: Payback Track | Choice Music: Love Song |
| What Goes Around... Comes Around – Justin Timberlake - Before He Cheats – Carrie Underwood - Irreplaceable – Beyoncé - Never Again – Kelly Clarkson - U + Ur Hand – Pink | With Love – Hilary Duff - Don’t Matter – Akon - First Time – Lifehouse - Lost Without U – Robin Thicke - Stolen – Dashboard Confessional |
| Choice Music: Rock Track | Choice Music: Male Breakout Artist |
| Thnks fr th Mmrs – Fall Out Boy - Better Than Me – Hinder - It’s Not Over – Daughtry - Makes Me Wonder – Maroon 5 - What I’ve Done – Linkin Park                         | Akon - Lloyd - Mika - Mims - Robin Thicke |
| Choice Music: Female Breakout Artist | Choice Music: Breakout Group |
| Vanessa Hudgens - Lily Allen - Corinne Bailey Rae - Katharine McPhee - Amy Winehouse                                                                                     | Gym Class Heroes - Daughtry - The Fray - Hinder - Shop Boyz |
| Choice Summer Music Star | Choice Summer Song |
| Miley Cyrus - Fergie - Avril Lavigne - Maroon 5 - Rihanna | Hey There Delilah – Plain White T’s - Beautiful Girls – Sean Kingston - Lip Gloss – Lil Mama - Party Like a Rockstar – Shop Boyz - Shut Up and Drive – Rihanna                                                                                            |

### Verschiedene
| Choice Male Hottie                                                                                      | Choice Female Hottie |
| --- | --- |
| Zac Efron - Orlando Bloom - Josh Duhamel - Taylor Kitsch - T.I.                                         | Jessica Alba - Jessica Biel - Megan Fox - Hayden Panettiere - Rihanna |
| Choice Comedian                                                                                         | Choice Male Athlete |
| Dane Cook - Jack Black - Will Ferrell - David Spade - Katt Williams                                     | Tiger Woods - LeBron James - Peyton Manning - Alex Rodriguez - Dwyane Wade |
| Choice Female Athlete                                                                                   | Choice Male Action Sports Athlete |
| Maria Sharapova - Rags to Riches - Rutgers Women’s Basketball Team - Annika Sörenstam - Serena Williams | Shaun White - Andy Irons - Ryan Nyquist - Ryan Sheckler - Kelly Slater |
| Choice Female Action Sports Athlete                                                                     | Choice OMG! Moment |
| Lisa Andersen - Gretchen Bleiler - Dallas Friday - Kristi Leskinen - Hannah Teter                       | Britney Spears rasiert sich den Kopf - Larry Birkhead ist der Vater von Dannielynn - Paris Hilton geht ins Gefängnis, kommt wieder raus und geht wieder rein - Lindsay Lohan geht in die Reha, kommt aus der Reha und geht wieder rein - Sanjaya Malakar in American Idol |
| Choice V-Cast Video                                                                                     | |
| The Hills - Criss Angel Mindfreak - Ford Models - Mind of Mencia - Prom Queen                           | |